# Nejdek
Nejdek (tjekkisk udtale: [ˈnɛjdɛk] ; tysk: Neudek) er en by i distriktet Karlovy Vary i regionen Karlovy Vary i Tjekkiet med omkring 7.600 indbyggere.

## Inddeling
Landsbyerne Bernov, Fojtov, Lesík, Lužec, Oldřichov, Pozorka, Suchá, Tisová og Vysoká Štola er administrative dele af Nejdek.

## Etymologi
Navnet stammer fra tysk neue Decke, altså "nyt omslag",  afledt af det nyligt overdækkede tag på borgtårnet.

## Geografi
Nejdek ligger omkring 13 km  nordvest for Karlovy Vary  ved floden  Rolava i den vestlige del af Ertsbjergene. Det højeste punkt er bjerget Tisovský vrch der er 977 moh.

## Historie
Nejdek blev grundlagt omkring 1250 omkring en tinmine. Den første skriftlige omtale af Nejdek er fra 1340. Minen havde en gylden æra i det 14.–16. århundrede, og her oplevede byen sin største ekspansion. Fra 1446 til 1602 var den ejet af familien Schlick. Under deres styre begyndte man også at bryde jernmalm, og der blev etableret smelteværker og hammermøller i området.
I 1602–1633 var Nejdek-godset ejet af familien Collon, og der fandt en voldsom genkatolisering sted. I denne periode rejste mange indbyggere, og der var et fald i minedriften.
I det 19. århundrede blev byen industrialiseret. Der blev etableret jernværk og spinderi. I 1899 blev jernbanen Karlovy Vary-Johanngeorgenstadt sat i drift.

## Seværdigheder
Det romansk-gotiske tårn er det vigtigste monument i Nejdek. Det er en rest af et slot, som blev bygget omkring 1250 for at beskytte en handelsrute. Det var beboet indtil 1790. I dag fungerer tårnet som klokketårn og rummer en sjælden renæssanceklokke.
Sankt Morten-kirken (Saint Martin) blev første gang nævnt i 1354. Den lille gotiske kirke blev ombygget og udvidet flere gange, dens nuværende udseende med rokokoudstyr er fra 1755-1756. 